# أندرس سفينسون
أندريس سفينسون من مواليد 17 يوليو 1976. هو لاعب كرة قدم سويدي.

## وصلات خارجية
- أندرس سفينسون على موقع الاتحاد الدولي (مؤرشف)  (الإنجليزية)
- أندرس سفينسون على موقع الاتحاد الأوربي (الإنجليزية)
- أندرس سفينسون على موقع اتحاد السويد (السويدية)
- أندرس سفينسون على موقع قاعدة بيانات كرة القدم.إي يو (الإنجليزية)
- أندرس سفينسون على موقع ناشيونال فوتبول تيمز (الإنجليزية)
- أندرس سفينسون على موقع Soccerbase.com (لاعب) (الإنجليزية)
- أندرس سفينسون على موقع Soccerway.com (الإنجليزية)
- أندرس سفينسون على موقع عالم كرة القدم.نت (الإنجليزية)
- أندرس سفينسون على موقع AS.com (الإسبانية)
- معلومات عن اللاعب